# Municipio de Roscoe (Kansas)
El municipio de Roscoe (en inglés: Roscoe Township) es un municipio ubicado en el condado de Reno en el estado estadounidense de Kansas. En el año 2010 tenía una población de 105 habitantes y una densidad poblacional de 1,07 personas por km².

## Geografía
El municipio de Roscoe se encuentra ubicado en las coordenadas 37°46′44″N 98°4′56″O / 37.77889, -98.08222. Según la Oficina del Censo de los Estados Unidos, el municipio tiene una superficie total de 97.98 km², de la cual 97,98 km² corresponden a tierra firme y (0 %) 0 km² es agua.

## Demografía
Según el censo de 2010, había 105 personas residiendo en el municipio de Roscoe. La densidad de población era de 1,07 hab./km². De los 105 habitantes, el municipio de Roscoe estaba compuesto por el 100 % blancos. Del total de la población el 0 % eran hispanos o latinos de cualquier raza.